# Silvio Gazzaniga
Silvio Gazzaniga, (Milão, 23 de janeiro de 1921 – Milão, 31 de outubro de 2016) foi um escultor italiano. É o criador da taça do Campeonato do Mundo de Futebol da FIFA.
Morreu em 31 de outubro de 2016, aos 95 anos.

## Troféu da Copa do Mundo da FIFA
Gazzaniga criou o troféu de futebol mais cobiçado do mundo. O Troféu da Copa do Mundo da FIFA foi projetado e criado em 1971 e desde então ele o viu passar pelas mãos de muitas personalidades famosas do futebol. Franz Beckenbauer foi o primeiro a orgulhosamente apresentá-lo ao mundo em 1974; uma honra que foi seguida por Daniel Passarella em 1978, Dino Zoff em 1982, Diego Maradona em 1986, Lothar Matthaus em 1990, Dunga em 1994, Didier Deschamps em 1998, Cafu em 2002, Fabio Cannavaro em 2006, Iker Casillas em 2010, Philipp Lahm em 2014, Hugo Lloris em 2018 e Lionel Messi em 2022.

### A história
Depois que o Brasil manteve o direito de manter a Taça Rimet como resultado de ganhá-la pela terceira vez na final da Copa do Mundo no México em 1970, a FIFA precisou criar outro troféu. Em 5 de abril de 1971, na sede da FIFA em Zurique, um júri de especialistas liderado pelo ex-presidente da FIFA, Sir Stanley Rous, foi convocado para formar um comitê especial que recebeu a autorização para apresentar o pedido de criação de uma nova Copa.

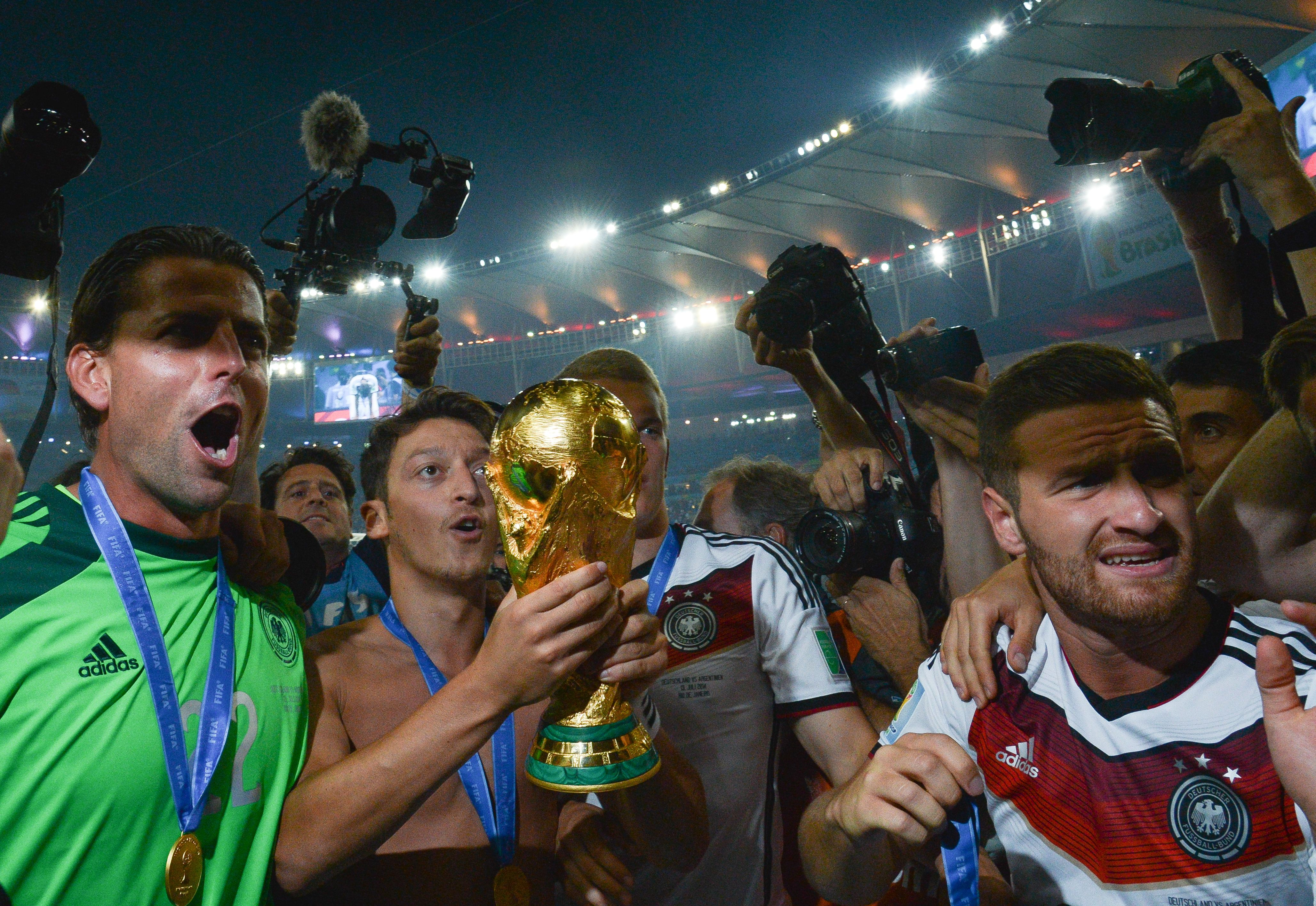
O alemão Mesut Özil segura o troféu da Copa do Mundo da FIFA projetado por Gazzaniga após a final da Copa do Mundo de 2014

Fechado em seu estúdio situado no bairro dos artistas de Milão, perto da Academia Brera e do Castelo Sforzesco, Gazzaniga começou a trabalhar imediatamente. Dadas as dificuldades envolvidas na elaboração de esboços simples para mostrar a fluidez do desenho, ele também criou um modelo de plasticina e um molde de gesso. A incerteza envolvida na criação de um projeto sem antes ter chegado a um acordo formal também o ajudava. 53 projetos foram enviados de 25 nações em todo o mundo, mas depois de experimentar a visão, a sensação, a beleza simbólica e a qualidade fotogênica do projeto de Silvio Gazzaniga, a FIFA deu seu selo de aprovação. A Copa foi imediatamente lançada em ouro e adotada oficialmente pela FIFA em janeiro de 1972.